# Kreisgericht Saalfeld (Sachsen-Meiningen)
Das Kreisgericht Saalfeld war 1849 bis 1879 ein Kreisgericht im Herzogtum Sachsen-Meiningen mit Sitz in Saalfeld.

## Geschichte
In Saalfeld bestanden seit 1829 das Kreis- und Stadtgericht Saalfeld sowie Patrimonialgerichte. Nach der Märzrevolution wurden in Sachsen-Meiningen die Patrimonialgerichte abgeschafft und die Gerichte zum 1. Dezember 1850 als Kreisgerichte zusammengefasst. Bei den Kreisgerichten wurden Gerichtsdeputationen (an vier Standorten als „Landgericht“ bezeichnet) an den bisherigen Gerichtsstandorten eingerichtet. In Saalfeld entstand das Kreisgericht Saalfeld. Diesem waren die Gerichtsdeputation Saalfeld, Gerichtsdeputation Kranichfeld, Gerichtsdeputation Pössneck und die Landgerichte Camburg und Gräfenthal zugeordnet. Die zweite Instanz bildete das Appellationsgericht Meiningen.
Nach der Einführung der Reichsjustizgesetze 1879 entstand die Gerichtsstruktur, die bis zum Ende des Staates Bestand haben sollte. In Sachsen-Meiningen wurde dies mit dem Gesetz vom 16. Dezember 1878, betreffend Ausführungsbestimmungen zum deutschen Gerichtsverfassungsgesetz und der Verordnung vom 28. April 1879, betreffend die Sitze und Bezirke der künftigen Amtsgerichte umgesetzt. Das Kreisgericht Saalfeld und seine Deputationen wurden aufgelöst und stattdessen folgende Amtsgerichte gebildet: Amtsgericht Saalfeld, Amtsgericht Kranichfeld, Amtsgericht Pößneck, Amtsgericht Camburg und Amtsgericht Gräfenthal.

## Organisation
Das Gericht war 1857 für 41.172 Gerichtseingesessene zuständig, darunter bei der Deputation Saalfeld selbst für 10.830. Es waren ein Direktor und drei Assessoren am Gericht beschäftigt. Organisatorisch bestand es aus den Deputationen für Strafsachen, für Rechtssachen und für freiwillige Gerichtsbarkeit.